# Горлин, Самуил Матусович
Самуил Матусович Горлин (21 декабря 1913, Игумен, Минская губерния — 9 февраля 1978, Москва) — советский учёный-механик.

## Биография
Родился в семье Мони-Матуса Залмановича Горлина и Шейны Мордуховны Горлиной. Вскоре семья переехала в Минск. В 1929 году окончил среднюю школу в Москве. Как активный комсомолец был направлен на проведение коллективизации в Морозовский район. В 1931 году участник проведения коллективизации и посевной в Весьегонском районе Калининской области.
С октября 1930 года работал в ЦАГИ, препаратор, младший техник. Вёл экспериментальные исследования по аэродинамике воздушных винтов. Вёл также активную комсомольскую работу, секретарь комитета ВЛКСМ ЦАГИ (1937—1938).
В 1932 году начал учиться на вечернем отделении самолётостроительного факультета МАИ. С отличием окончил МАИ в 1937 году.
Участвовал в создании аэродинамической (№ 1) лаборатории нового ЦАГИ (г. Жуковский), ведущий инженер, затем — начальник трубы Т-104, размеры которой позволяли вести натурные испытания боевых самолётов.
В 1942 году назначен заместителем начальника лаборатории № 2. Участник работ по модернизации высокоскоростной трубы Т-106. Защитил диссертацию на соискание учёной степени кандидат технических наук.
В 1950 году был переведён в ОКБ реактивных двигателей. С 1953 года работал в Московском государственном университете. Являясь сотрудником УКСа непосредственно занимался проектированием экспериментальной базы будущего Института механики МГУ.
С 1954 года работал на механико-математическом факультете МГУ, старший научный сотрудник.
В 1960 году возглавил отдел аэромеханики недавно созданного Института механики МГУ. Доктор технических наук (1968).
Работал в Институте механики МГУ до своей кончины в 1978 году.

## Научные интересы
Созданная в Институте механики МГУ труба А-6 Архивная копия от 20 августа 2011 на Wayback Machine позволила вести экспериментальные исследования в области фундаментальной и прикладной аэродинамики, аэродинамики летательных аппаратов, легковых и грузовых автомобилей, поездов, промышленных, гражданских и спортивных сооружений, природных комплексов.
Ценные результаты были получены при аэродинамических продувках спортсменов-саночников, в экспериментах принимала участие будущая олимпийская чемпионка Вера Зозуля.